# Palau del Governador (Tarragona)
Palau del Governador és un edifici del municipi de Tarragona protegit com a bé cultural d'interès local. Fou la seu de l'antiga Generalitat a la ciutat i després residència del governador. Actualment l'edifici alberga els serveis territorials del Departament de Cultura de la Generalitat de Catalunya.
Els escuts de la façana estan protegits i declarats BCIN.

## Descripció
Edifici de carreus ben esquadrats en testera amb façanes a tres carrers. La façana del carrer Major presenta la porta principal amb arc rebaixat retallat per a inserir una porta de llinda. Els pisos presenten una finestra en posició axial amb l'eix de simetria de l'edifici i balcons a costat i costat. La façana de carrer Cavallers presenta dos arcs de mig punt a nivell de planta baixa i balcons i finestres en les plantes superiors. I la façana de carrer Riudecols mostra en la planta baixa dos accessos amb arc de mig punt i un d'arc pla. Per sobre es documenten dos pisos i golfes.
En la cantonada entre carrers Riudecols i Cavallers es conserva un emblema consistent en dos grius que flanquegen un escut central i a la façana del carrer Major s'obren diverses portes sobre les quals es veuen escuts amb la creu de Sant Jordi, fet que demostra la seva pertinència a la Diputació o a la Generalitat.

## Història
En un document del 1463 s'esmenta l'edifici com habitatge del General i el 1577 com a casal d'en Galceran de Barceló. Durant el segle xvii, al regnat de la casa dels Àustries, fou la residència del Governador de la ciutat, delegat del virrei de Catalunya.
Al cadastre del 1736 consta com a Casa de l'antiga Diputació o del real Patrimoni. L'any 1754 fou destinat a quarter de les tropes de la guarnició suïssa de la Plaça, després va ser destinat a una comunitat religiosa, va ser encautat per l'Estat i l'any 1869 fou venut i va passar a mans privades.
L'edifici fou dividit i aprofitat com a habitatges fins que l'any 1982 fou finalment adquirit pel Departament de Cultura de la Generalitat de Catalunya per establir-hi els seus serveis territorials, fet que comportà la rehabilitació integral feta l'any 1992 per l'arquitecte Urbano Rifaterra i Espallargas.